# Batenburgere
Batenburgerene var en radikal anabaptistsekt, der blev anført af Jan van Batenburg, og som blomstrede kort i 1530'erne efter Münster-oprøret.

## Jan van Batenburg
Jan van Batenburg blev født omkring 1495 som uægte søn af en adelsmand fra Gelderland, og han blev borgmester i en by i Oversticht i den nuværende hollandske provins Overijssel. Oversticht var besat af hertugen af Gelderland og blev erobret af habsburgerne. På et eller andet tidspunkt – det er uklart hvornår – kom det til uoverensstemmelser med de lokale myndigheder, og van Batenburg blev sendt i eksil og mistede sin ejendom. Herefter betragtede van Batenburg den tysk-romerske kejser som sin dødsfjende.
I de tidlige 1530'ere konverterede van Batenburg til anabaptismen og blev anfører for et stort antal ligesindede i Frisland og Groningen. Han sympatiserede oprindeligt med de revolutionære anabaptister, der holdt Münster besat under Münster-oprøret, men mellem påsken og pinsen i 1535 opfordrede batenburgerne fra Groningen ham til at udråbe sig selv som "en ny Kong David".  Inden længe havde van Batenburg dannet en ny og fuldstændig uafhængig sekt, der hurtigt blev den mest yderligtgående af alle de tidlige anabaptistbevægelser.

## Mødet i Bocholt
I august 1536 mødtes lederne af de forskellige anabaptistgrupper i Bocholt i et sidste forsøg på at bevare enheden inden for anabaptismen. Stridspunkterne mellem sekterne på mødet var polygami og brugen af magt over for ikke-troende. David Joris prøvede at opstille et kompromis ved at erklære, at tiden endnu ikke var til at bekæmpe myndighederne, og at det ville være uklogt at dræbe de "vantro" (dvs. ikke-anabaptister), hvis man ikke ville fremstå som gemene tyveknægte og mordere. Der er forskellige opfattelser af, hvad der kom ud af mødet, men imidlertid forlod Joris og hans tilhængere efterfølgende anabaptistbevægelsen.
Van Batenburg, der med rette mente, at hans faste tro på både polygami og magtanvendelse ville blive fordømt af de andre anabaptistledere, deltog ikke i mødet, selvom han dog havde sendt repræsentanter. Han afskyede Joris' forslag og truede med at slå ham ihjel.

## Troen
Relativt lidt vides om van Batenburgs teologi. Batenburgerne mente, at hvert menneske samt alt andet på jord i bogstaveligste forstand var ejet af Gud. De opfattede sig også som Guds udvalgte børn og deraf fulgte, at alt på jord var deres, og at de kunne gøre med det, hvad de ville. Der var ikke noget galt ved at stjæle fra de vantro, hvilket for dem var alle, der ikke var medlem af sekten – faktisk glædede det Gud, hvis man dræbte de vantro. De mennesker, der sluttede sig til sekten efter 1535 – hvor ledelsen i Münster erklærede, at frelsens dør var lukket – kunne aldrig blive døbt, men de kunne ikke desto mindre overleve den kommende dommedag og blive genfødt i Guds rige som tjenere for den anabaptistiske elite. Batenburgerne havde også samme syn på polygami og ejendomsret som de radikale Münster-oprørere; alle kvinder og al ejendom var fælleseje. Et par få batenburgerægteskaber fandt sted, og van Batenburg forbeholdt sig retten til at forære et fortjenstfuldt medlem af sekten en "kone" fra gruppens lager af kvinder. Men den slags foreninger kunne ophøre lige så brat, og det hændte, at profeten beordrede en uvillig kone at vende tilbage til gruppen og betjene de andre batenburgermænd.

## Lederskab
Jan van Batenburg var tilsyneladende anfører for adskillige hundrede mennesker. Sektmedlemmerne skulle imidlertid aflægge ed om hemmeligholdelse og skulle gennemgå smertefulde optagelsesritualer for at sikre, at de kunne modstå tortur, hvis de blev taget til fange, så det sande omfang af bevægelsen er ukendt. Batenburgerne mødtes ikke offentligt, og de havde tilladelse til at udgive sig for almindelige lutheranere eller katolikker og føre et almindeligt liv i området langs grænsen til det tysk-romerske rige og Holland. De kunne genkende hinanden vha. hemmelige symboler på deres huse eller tøj og vha. særlige frisurer. Det var først efter tilfangetagelsen af van Batenburg og hans henrettelse i 1538, at medlemmerne blev til en røverbande, der hærgede marskområderne i endnu et tiår under ledelse af en væver fra Leiden ved navn Cornelis Appelman. Gruppen var nu reduceret til omkring 200 medlemmer, hvoraf de fleste var i familie med hinanden.
Appelman var aktiv, indtil han blev taget til fange i 1545. Han var endnu mere yderligtgående end van Batenburg og kaldte sig for "Dommeren" og dræbte ethvert medlem, der ikke ville deltage i hans kriminelle aktiviteter, eller som var for slap, når det kom til mord, røveri eller brandstiftelse. Som van Batenburg gik han ind for polygami med det raffinement, at kvinderne i sekten når som helt kunne forlade deres mænd, hvis de ønskede at gifte sig med en mand længere oppe i batenburgerhierarkiet. Appelman dræbte sin egen kone, da hun ikke ville tillade ham at gifte sig med hendes datter, og efterfølgende dræbte han også datteren.

## Slutfasen
Efter Dommerens død splittedes batenburgerne i adskillige bittesmå grupper, hvoraf en – "Emlichheims børn" – var aktiv indtil midten af 1550'erne. Denne gruppes eneste formål synes at have været hævn over de vantro; bl.a. dræbte de 125 køer, der tilhørte det lokale kloster. Den sidste af batenburgergrupperne, og også den største, var "Johan Willemsz folk". Sekten overlevede indtil ca. 1580 og levede af røveri og mord i området omkring Wesel. Da Willemsz blev brændt på bålet, flygtede resten af gruppen mod vest og menes at have fundet vej til Frisland, hvor de skjulte sig blandt de lokale mennonitter for til sidst at blive opslugt af dem.